# Ferdinand Duncker
Ulrich Georg Ferdinand Duncker (* 14. Juli 1805 in Korbach; † 28. April 1871 ebenda) war ein deutscher Jurist und Politiker.

## Leben
Duncker war der Sohn des Hofgerichtsrates in Korbach Engelhard Wilhelm Duncker (Dunker) (* 23. September 1751 in Uchte, Grafschaft Hoya; † 13. Februar 1805 in Korbach) und dessen Ehefrau, der Pfarrerstochter Louisa (genannt Louise) Elisabetha Sophia geborene Schott (* 2. Juli 1775 in Crumstadt bei Darmstadt; † 4. Juli 1841 in Korbach). Seine Schwester Luise heiratete den Hofgerichtspräsidenten Wilhelm von Hanxleden. Er war evangelisch und heiratete am 11. September 1835 in Korbach seine Cousine Mathilde Caroline Auguste Kleinschmit (* 2. Februar 1813 in Arolsen; † 21. Februar 1886 in Pyrmont), die Tochter des Hofgerichtsrats in Korbach Friedrich (II) Carl Kleinschmit (* 7. August 1778 in Arolsen; † 30. November 1854 ebenda) und der Christiane Sophie Friederike Suden.
Duncker stand nach dem frühen Tod des Vaters ab 1805 unter Vormundschaft des Rats und Amtmanns des Amtes Eisenberg in Korbach, Carl Philipp Giesecken (* 30. Januar 1761 in Pyrmont; † 14. April 1827 in Korbach). Von 1813 (Quinta) bis 1823 (Prima) besuchte er das Landesgymnasium in Korbach und studierte ab 1823 Rechtswissenschaften an der Universität Göttingen.
1824 erwarb er die Korbacher Bürgerrechte und wurde am 27. Februar 1830 Advokat in Korbach. Am 29. Juni 1842 wurde er zum Hofgerichtsprokurator ernannt, bevor er von 1842 bis 1850 der letzte Stadtsekretär in Korbach wurde. Als solcher war er vom 24. Juli 1843 bis zum 14. Juni 1848 auch Mitglied des Landstandes des Fürstentums Waldeck. 1844 wird er als Hauseigentümer in Korbach genannt.
1850 trennte sich das Ehepaar Duncker, ohne sich förmlich scheiden zu lassen. Im gleichen Jahr wanderte er zusammen mit seinem Bruder Fritz auf Wunsch eines in Frankfurt am Main lebenden Onkels nach Kalifornien aus. Er kehrte jedoch nach acht Monaten nach Korbach zurück. Da die Gerichtsorganisation im Fürstentum Waldeck und Pyrmont im Jahr 1850 neu geregelt worden war, verpasste er die Chance, Richter am neuen Kreisgericht Korbach zu werden. Er wurde Advokat und später im Jahr 1855 als Hilfsrichter an das Kreisgericht Korbach berufen. Am 9. Oktober 1862 wurde er Dritter Kreisrichter am Kreisgericht Arolsen und ab 1. November 1862 am Kreisgericht Korbach. 1867 trat er in den Ruhestand.